# Marek Hollý
Marek Hollý (* 20. srpna 1973, Martin) je bývalý slovenský fotbalista, záložník.

## Fotbalová kariéra
Hrál za SK Sigma Olomouc, ŠK Slovan Bratislava, Lokomotiv Nižnyj Novgorod, CSKA Moskva, Alanii Vladikavkaz, Anži Machačkala a Volgar-Gazprom Astrachaň. V české nejvyšší soutěži nastoupil v 80 utkáních a dal 3 góly, ve slovenské lize nastoupil v 17 utkáních a dal 1 gól. V ruské lize nastoupil v 69 utkáních a dal 5 gólů. Za reprezentaci Slovensko nastoupil v 1 utkání.

## Ligová bilance
| Ročník                          | Zápasy | Góly | Klub                      |
| ------------------------------- | ------ | ---- | ------------------------- |
| 1. česká fotbalová liga 1994/95 | 27     | 2    | SK Sigma Olomouc          |
| 1. česká fotbalová liga 1995/96 | 24     | 1    | SK Sigma Olomouc          |
| 1. česká fotbalová liga 1996/97 | 24     | 0    | SK Sigma Olomouc          |
| 1. česká fotbalová liga 1997/98 | 5      | 0    | SK Sigma Olomouc          |
| Corgoň liga 1997/98             | 15     | 1    | ŠK Slovan Bratislava      |
| Corgoň liga 1998/99             | 2      | 0    | ŠK Slovan Bratislava      |
| Ruská Premier Liga 1999         | 15     | 2    | Lokomotiv Nižnyj Novgorod |
| Ruská Premier Liga 1999         | 14     | 1    | CSKA Moskva               |
| Ruská Premier Liga 2000         | 11     | 0    | CSKA Moskva               |
| Ruská Premier Liga 2000         | 14     | 1    | Alania Vladikavkaz        |
| Ruská Premier Liga 2001         | 6      | 0    | Anži Machačkala           |
| Ruská Premier Liga 2001         | 9      | 1    | CSKA Moskva               |
| CELKEM                          | 166    | 9    |                           |